# Charlotte mouille sa culotte !
 Pour plus de détails, voir Fiche technique et Distribution
Charlotte mouille sa culotte ! est un film pornographique français réalisé par Francis Leroi en 1980, sorti en 1981.

## Synopsis
La jeune Charlotte souhaite pouvoir filer le parfait amour avec l'élu de son cœur dans la grande maison familiale. Mais ses parents sont un obstacle et elle décide d'obtenir leur séparation. Pour arriver à ses fins, elle organise pour chacun d'eux des rencontres coquines…

## Fiche technique
- Titre : Charlotte mouille sa culotte !
- Réalisateur : Francis Leroi
- Producteur : Georges Markman
- Directeur de Production : Roger François
- Production : Cinévog
- Distribution : Alpha France
- Image : Charly Willy-Gricha (comme Willy Gucha)
- Montage : Gérard Le Du
- Durée : 75 min
- Pays :  France
- Genre : pornographique
- Année de tournage : 1980
- Date de sortie :  France, 6 mai 1981
- Autres titres :
  - France: Charlotte mouille ta culotte !
  - France : Rencontres perverses
  - Royaume-Uni : Charlotte Wets her Panties'

## Distribution
- Julia Perrin (Mary-Loup) : Charlotte Charensol
- Étienne Jaumillot : Georges Charensol
- Sophie Abelaïd (Bernadette Suceladeçou) : Lisette Charensol
- Cathy Stewart : Poupée
- Jean-Claude Baboulin (Jean-Claude Sadien) : Patrick
- Marilyn Jess : la motarde, la dominatrice
- Daniel Trabet : le dominateur